# 大榭岛
大榭岛浙江省宁波市北仑区近海中。本岛面积28.37平方公里，地势较平。包括本地人口和流动人口在内总人口约4万人岛上有1993年3月创建的国家级的开发区，宁波大榭开发区，由中国中信集团公司（CITIC）成片开发。现有公铁两路的跨海大桥连接宁波大陆。
1. ↑  大榭人口区划 （页面存档备份，存于），中国宁波网新闻中心